# 4132-es busz
A 4132-es jelzésű autóbuszvonal Varbóc és Dobódél között húzódó regionális vonal, amelyet a MÁV Személyszállítási Zrt. üzemeltet.

## Útvonala
Az Aggteleki-karszt egyik zsákfalvából indul, Varbócról. Az egykoron bor- és szőlőtermesztéssel foglalkozó faluból keleti irányban, az egyetlen, 26 112-es mellékútján indul el. A vidékre jellemző erdős, lankás szakaszokon keresztül hajt be Perkupára, a Vízvölgyi-patak mentén. Központjában, a 27-es főút mentén fekszik a Sajóecseg–Hídvégardó-vasútvonal Perkupa megállóhelye, a járatok végállomása. Szabadnapokon egy járatpár az alig 17-ten lakott, 1940-ben hozzácsatolt Dobódél települést szolgálja ki a reggeli órákban, mint a vonal végpontjaként.
Innen kizárólag Perkupára lehet visszajutni átszállás nélkül.

## Közlekedése
Indításai kizárólag hétvégén történnek. A kettő, napjainkban már nagyrészt nyaralókból álló település munkanapi tömegközlekedése nem szükséges, a községekben bolt nincsen, mozgóbolt jár ki a hét folyamán, illetve többségben nyugdíjasok gondozzák portájukat.
Varbócra ezen felül a 4123-as vonal néhány, hétvégi indítása jár ki.

### Törzsjárművei
A vonalon kizárólag Credo EN 9,5 autóbusz lelhető fel, több helyen a rossz minőségű út, a kihasználtság, és a keskeny utak is megkövetelik. Szimbolikus alak a térségben a Szőlősardón telephelyező LVN-609 forgalmi rendszámot viselő busz (Néhai résztvevő akár Credo Econell 12 is).
| Viszonylat                             | Indításszám     | Közlekedési rend     |
| -------------------------------------- | --------------- | -------------------- |
| Varbóc, aut. vt. – Perkupa vmh.        | 1 pár           | szabadnapokon        |
| Varbóc, aut. vt. – Perkupa vmh.        | 3 oda, 1 vissza | munkaszüneti napokon |
| Varbóc, aut. vt. ➝ Dobódél, Dobó u. 1. | 1 oda           | szabadnapokon        |
| Dobódél, Dobó u. 1. ➝ Perkupa vmh.     | 1 oda           | szabadnapokon        |

## Megállóhelyei
| 0 | Varbóc, autóbusz-váróterem végállomás           | 0.0 km |                                                                       |
| 1 | Perkupa, bolt                                   | 4.1 km | 4123                                                                  |
| 2 | Perkupa vasúti megállóhely vonalközi végállomás | 4.5 km | 3703, 3704, 3707, 4081, 4084, 4108, 4123 személyvonat – Perkupa [94.] |
| 3 | Perkupa (Dobódél), Dobó utca 1. végállomás      | 8.2 km |                                                                       |